# Generalplan Ost

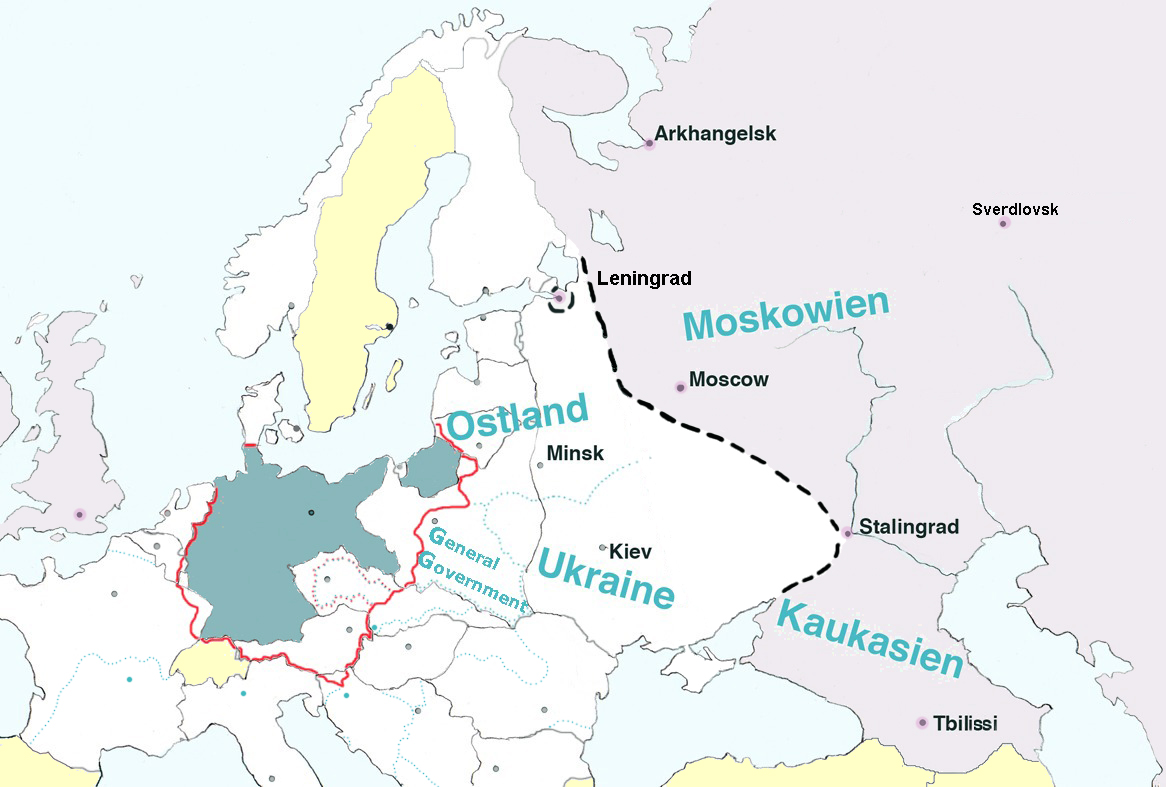
Territorios del Generalplan Ost, con las fronteras europeas de 1937. La línea de puntos señala la extensión de la segunda fase de la colonización que abarcaba el Reichskommissariat Ostland y el Reichskommissariat Ukraine.

El Generalplan Ost (GPO), a veces referido en español como Plan General del Este, fue un plan secreto nazi de limpieza étnica, cuyo objetivo era deportar a 31 millones de personas desde Polonia y las zonas occidentales de la Unión Soviética a Siberia. El plan, que fue preparado durante los años 1939-1940, formaba parte del propio plan de Adolf Hitler para ampliar el Lebensraum alemán y la realización de la ideología del Drang nach Osten a favor de una expansión alemana hacia la Europa oriental.

## Desarrollo y reconstrucción del plan

"Generalplan Ost" señalando sus fases y metas en Polonia, Bielorrusia, Ucrania, Crimea y Países bálticos, mayo de 1942.

El grupo encargado del esbozo de este plan fue la Oficina Central de Seguridad del Reich (Reichssicherheitshauptamt, RSHA), el órgano de seguridad que era responsable en la lucha contra todos los enemigos del nacionalsocialismo. Se trata de un documento estrictamente confidencial y su contenido era conocido solo por aquellos que se encontraban en el más alto nivel de la jerarquía nazi.
Según el testimonio del SS-Standartenführer Hans Ehlich (uno de los testigos en el caso VIII anterior a los Juicios secundarios de Núremberg), la versión final fue elaborada en 1940. Como un alto oficial de la RSHA, Ehlich era el responsable de la redacción del Generalplan Ost. Un precedente a este había sido el Ostforschung, una serie de estudios y proyectos de investigación llevados a cabo a lo largo de varios años por centros académicos para proveer la información necesaria. Las versiones preliminares fueron discutidas por el jefe de las SS Heinrich Himmler y sus colegas más confiables, incluso antes del estallido de la guerra. Esta circunstancia fue mencionada por el SS-Obergruppenführer Erich von dem Bach-Zelewski durante su testimonio en el juicio de oficiales de la Oficina Central de Raza y Asentamiento de las SS (SS-Rasse- und Siedlungshauptamt).
Casi toda la documentación del tiempo de la guerra sobre el Generalplan Ost fue deliberadamente destruida poco después de la derrota alemana en mayo de 1945. No se encontró ningún ejemplar del plan después de la guerra entre los documentos guardados en los archivos alemanes. No obstante, el hecho de que tal documento fuera creado y usado por oficiales nazis está fuera de duda. Además del testimonio de Ehlich, existen varios documentos que hacen referencia a este plan o lo complementan. Aunque ninguna copia del documento real sobrevivió, muchos de los elementos esenciales del plan han sido reconstruidos a partir de memorándums, resúmenes y otros documentos auxiliares.
Un documento importante que hizo posible recrear el contenido del Generalplan Ost con gran precisión es un memo del 27 de abril de 1942 titulado Stellungnahme und Gedanken zum Generalplan Ost des Reichsführers SS ("Opiniones e ideas referentes al Plan General para el Este, del Reichsführer) y escrito por el Dr. Erich Wetzel, director de la Oficina central de consejería sobre las cuestiones de política racial en el NSDAP.

## Ejecución

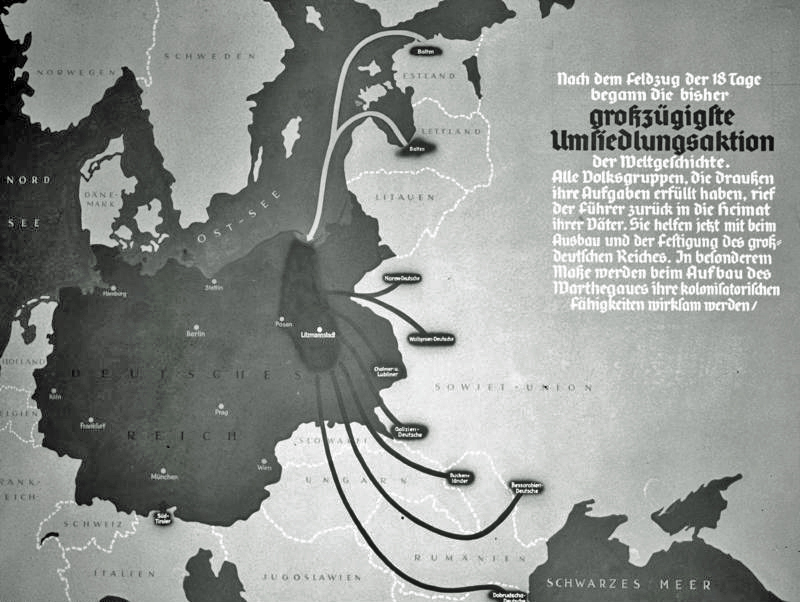
Mapa mostrando el origen de los "colonos alemanes" a ser asentados en territorio polaco durante el programa "Heim ins Reich".

El Generalplan Ost consideraba como indispensable realizar una limpieza étnica de la Europa Oriental ocupada por el Tercer Reich y de este modo asegurar una amplísima área de "colonización" en favor de civiles alemanes al concluir la Segunda Guerra Mundial. Dentro de la doctrina nazi del Lebensraum o "espacio vital", se consideraba necesario que Alemania contara con una vasta "reserva de territorio" para fines de colonización agraria, territorio que podía obtenerse expulsando de allí a sus actuales ocupantes. 
El Generalplan Ost disponía hacer realidad la doctrina del Lebensraum mediante la deportación, exterminio o esclavitud de la población de origen eslavo, afectando las áreas de la llanura europea oriental, que serían colonizadas por agricultores alemanes (preferentemente soldados veteranos de la guerra y sus familias). Estos colonos formarían, según la propaganda nazi, un "Bauernwall" o "muro de campesinos" destinado a la agricultura, asegurando el suministro de alimentos a Alemania y evitando un renacimiento del "peligro eslavo".
La ejecución de este plan implicaba una gran "transformación" del espacio físico, económico, y humano de las regiones implicadas, siendo preciso desmantelar casi toda la industria existente en dichas áreas, impulsar la agricultura como casi única actividad económica, y exterminar a toda la población eslava allí presente, salvo en casos cuando parte de población pudiera ser germanizada en un grado suficiente para ser explotada (y no "asimilada") por los colonos alemanes étnicos.
El Generalplan Ost establecía una primera "zona de colonización" que podía empezar a ejecutarse ya en medio de la Segunda Guerra Mundial, iniciando algunas políticas puntuales para lograr esta meta: el exterminio de judíos, generar hambrunas artificiales requisando toda la producción agrícola posible y enviándola a Alemania (como sucedió en Polonia, Ucrania, Bielorrusia, y Rusia), disminuir drásticamente el nivel de vida de la población eslava, fomentar enfermedades y desnutrición a escala masiva entre los eslavos, lanzar programas de esterilización humana a gran escala entre la juventud eslava, deportar la mayor cantidad posible de civiles de Europa Oriental para trabajo forzado en Alemania, y reprimir violentamente manifestaciones culturales nativas de todo tipo (en especial contra las poblaciones polaca y checa). Los líderes nazis consideraron que todas estas acciones, ejecutadas de modo sistemático en un plazo de 10 años, deberían reducir notablemente el tamaño de la población eslava. Según el historiador estadounidense Timothy D. Snyder, Hitler esperaba que treinta millones murieran de hambre en el primer invierno una vez acabada la guerra.
| Grupo nacional | Porcentaje a ser deportado |
| -------------- | -------------------------- |
| Polacos        | 80-85 %                    |
| Rusos          | 50 %                       |
| Bielorrusos    | 75 %                       |
| Ucranianos     | 65 %                       |
| Lituanos       | 85 %                       |
| Letones        | 50 %                       |
| Estonios       | 50 %                       |
| Checos         | 50 %                       |
| Total          | 31 millones                |

Tras la guerra tanto Adolf Hitler como Heinrich Himmler esperaban que la despoblación entre los eslavos se hallase tan avanzada que pudiera ejecutarse la colonización por parte de 8 a 10 millones de alemanes étnicos, los cuales en un lapso de 20 a 30 años constituyeran el tan proyectado Bauernwall contra los «eslavos salvajes», asegurando además el suministro «infinito» de alimentos a Alemania; a estos colonos alemanes se unirían los eslavos y bálticos debidamente «germanizados» para proporcionar mano de obra en situación de servidumbre. En ese mismo periodo, la población eslava sobreviviente y que no pudiera germanizarse sería expulsada a la Siberia al este de los Urales; pese a estas perspectivas, los líderes nazis calcularon que, gracias a la pauperización y la explotación, hacia 1952 los eslavos sobrevivientes en Europa Oriental serían unos pocos millones debilitados e «inofensivos», esperando inclusive que al menos el pueblo polaco se habría «extinguido espontáneamente» en esa fecha.